# Carlos Ruiz (judoka)
Carlos J.Ruiz – wenezuelski judoka. 
Brązowy medalista igrzysk Ameryki Środkowej i Karaibów w 1982 roku.